# Палацово-паркові ансамблі передмість Санкт-Петербурга

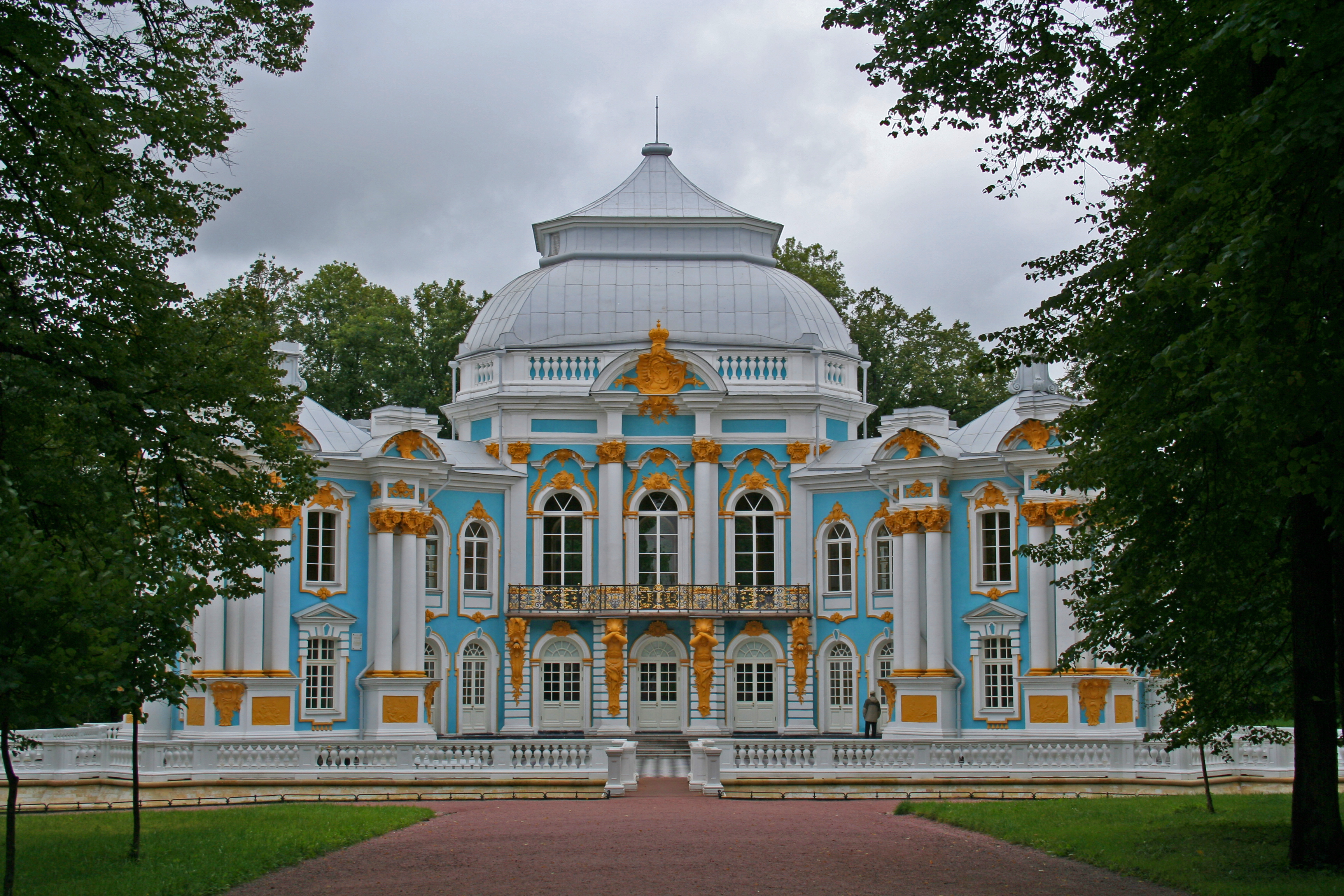
Царське Село, павільйон Ермітаж

 Палацово-паркові ансамблі передмість Санкт-Петербурга - перелік головних палацово-паркових ансамблів, розташованих у передмістях Санкт-Петербурга та включених до Всесвітнього надбання ЮНЕСКО разом з історичним центром Санкт-Петербурга.

## Гатчина

### Палаци
- Великий Гатчинський палац ( архітектор Антоніо Рінальді )
- Приоратський палац ( архітектор Львов Микола Олександрович )

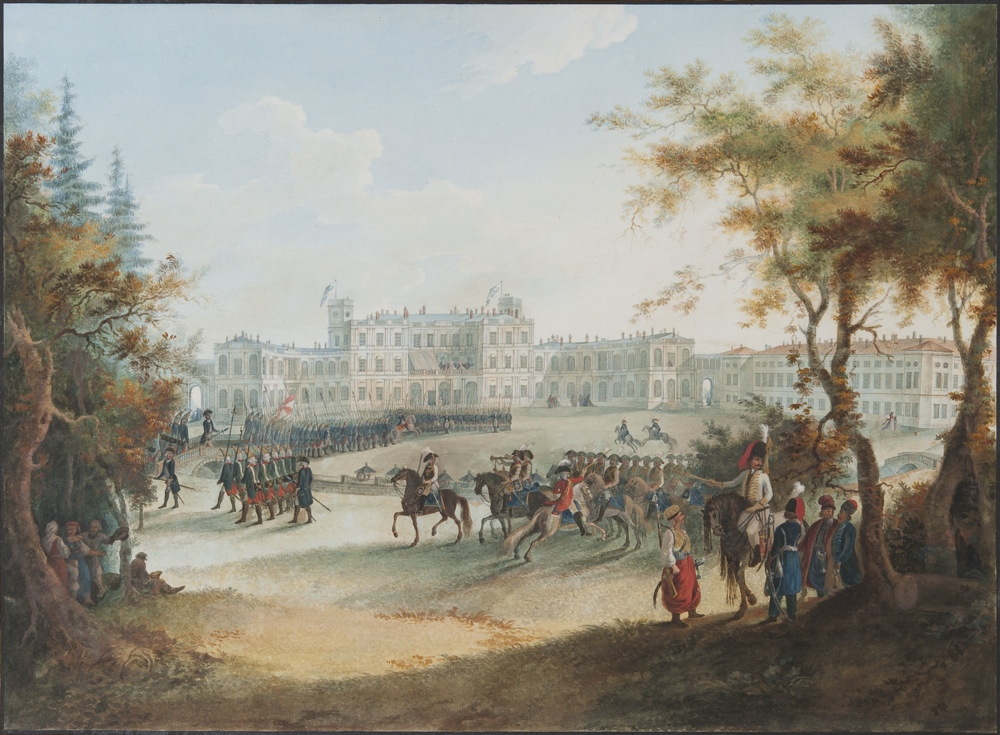
Гатчинський палац в 18 столітті
Великий Гатчинський палац, план
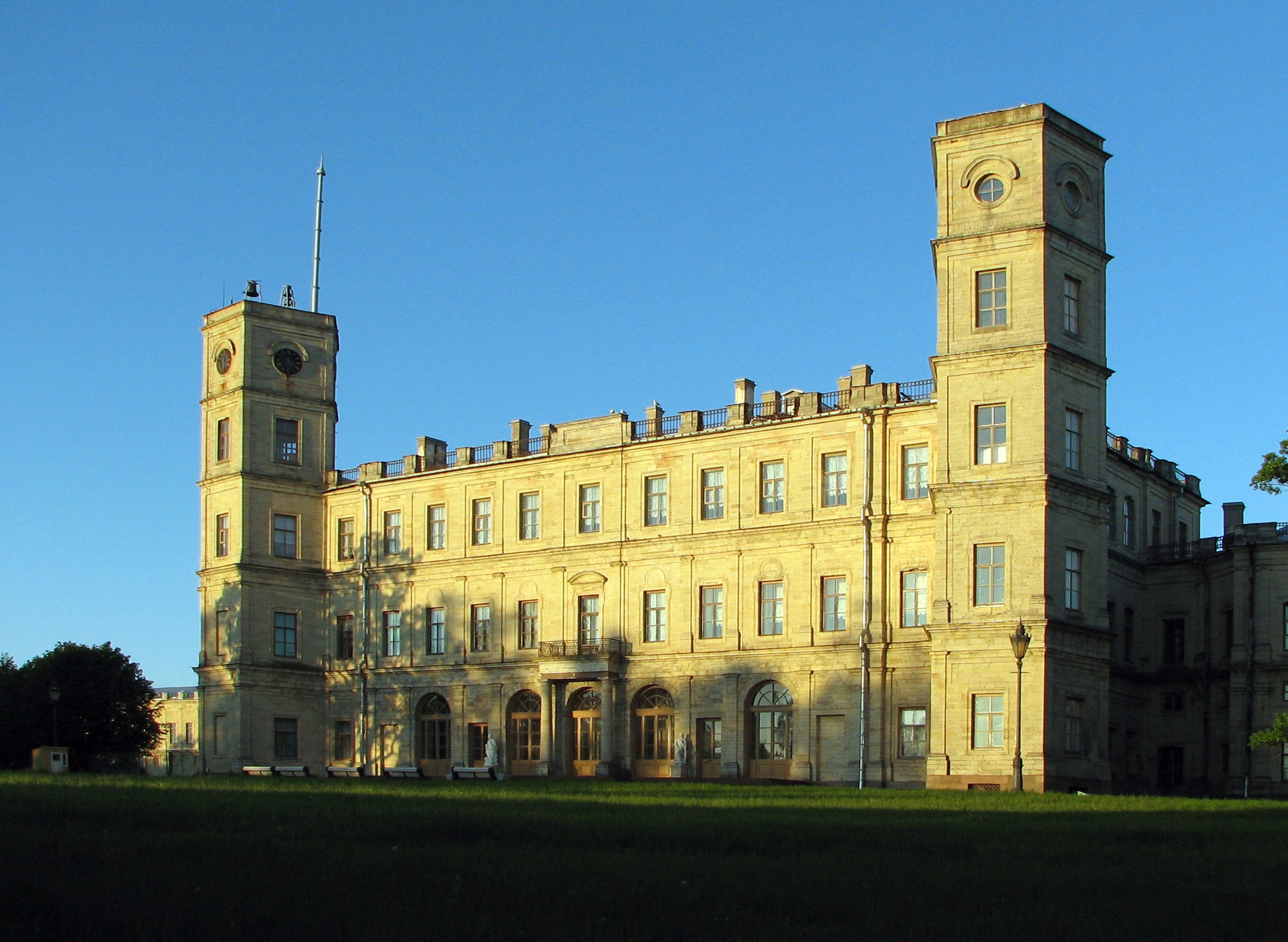
Великий Гатчинський палац, парковий фасад
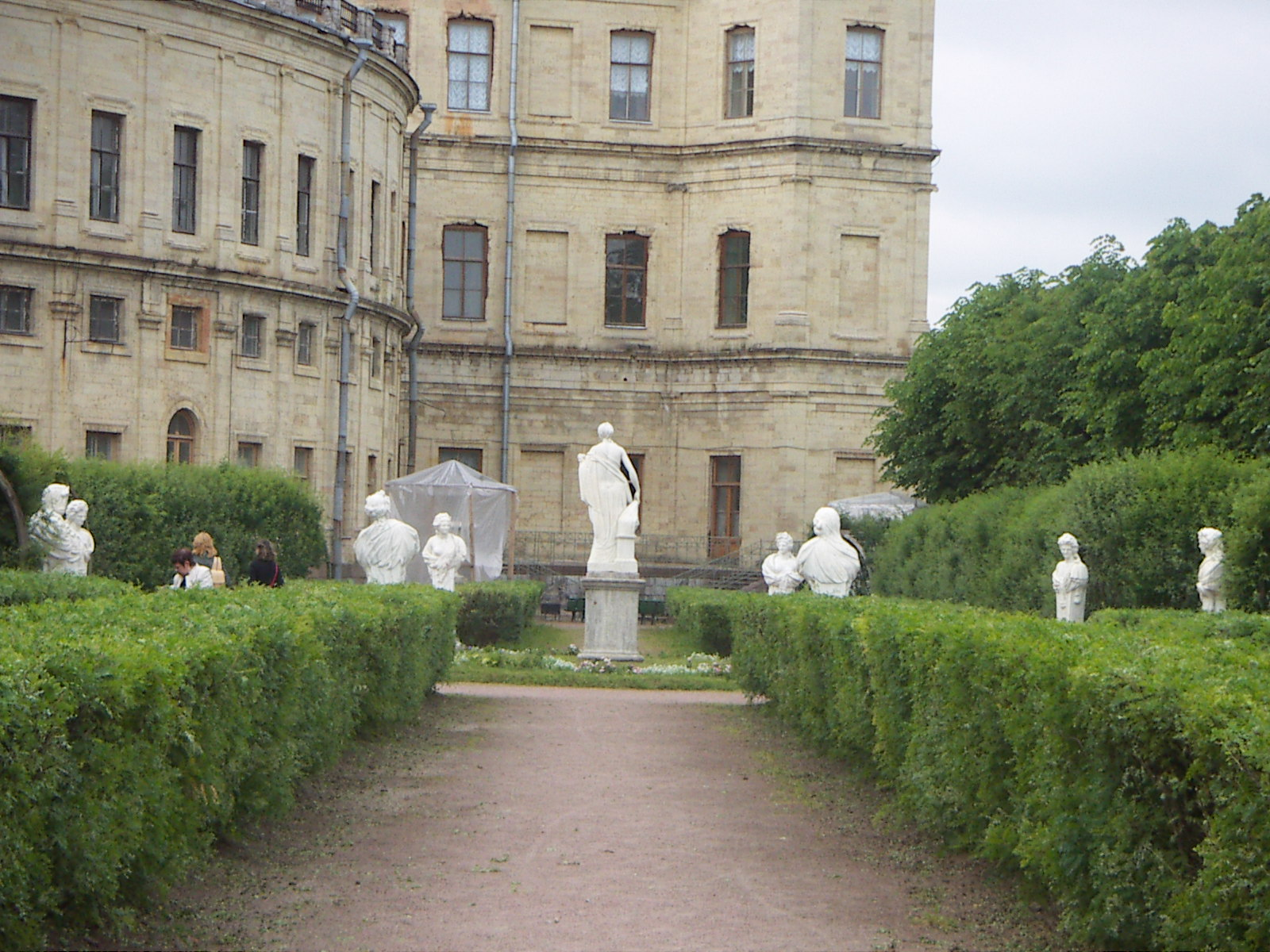
Власний садочок в стилі бароко

### Парки
- Палацовий парк
- Власний садочок
- Приоратський парк
- Звіринець
- Сільвія

### Паркові павільйони
- Адміралтейська брама
- Амфітеатр
- Березовий будиночок
- Портал «Маска»
- Павільйон Венери
- Сільвійська брама
- Тераса-пристань
- Чесменський обеліск
- Обеліск Коннетабль

## Оранієнбаум ( місто Ломоносов)

### Палаци та паркові павільйони

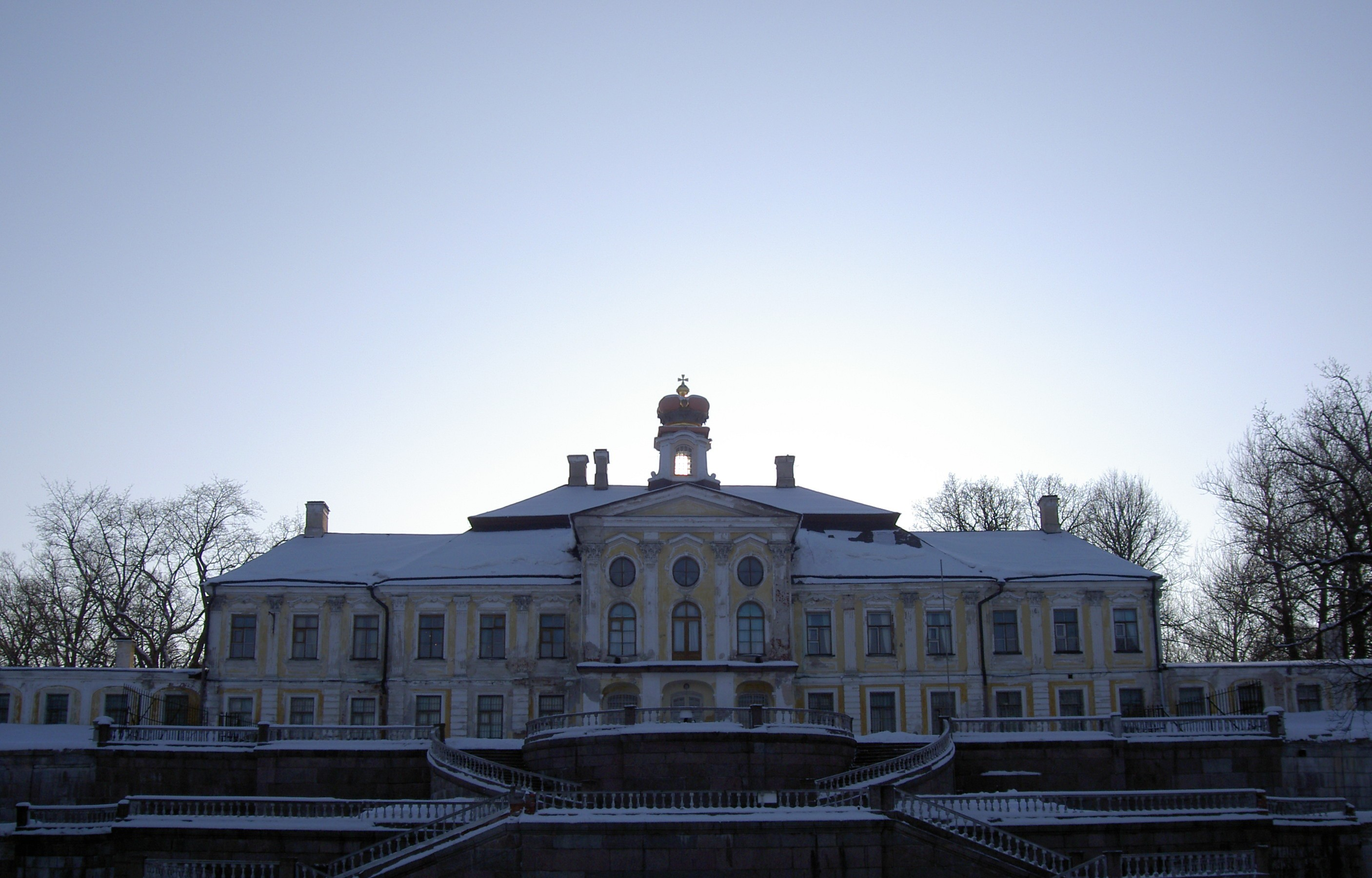
Меншиковський палац (Оранієнбаум)
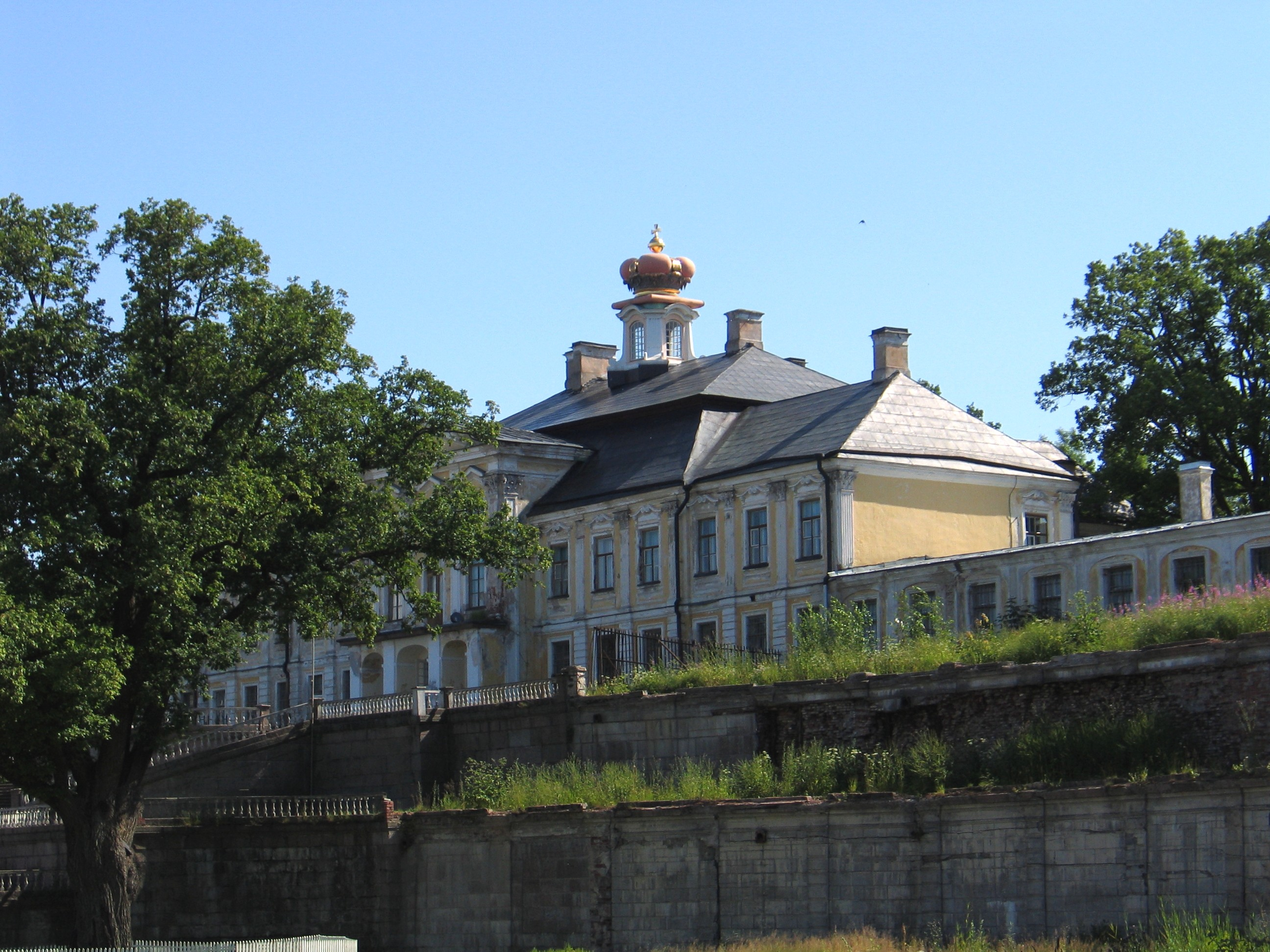
Меншиковський палац, тераси до Нижнього саду
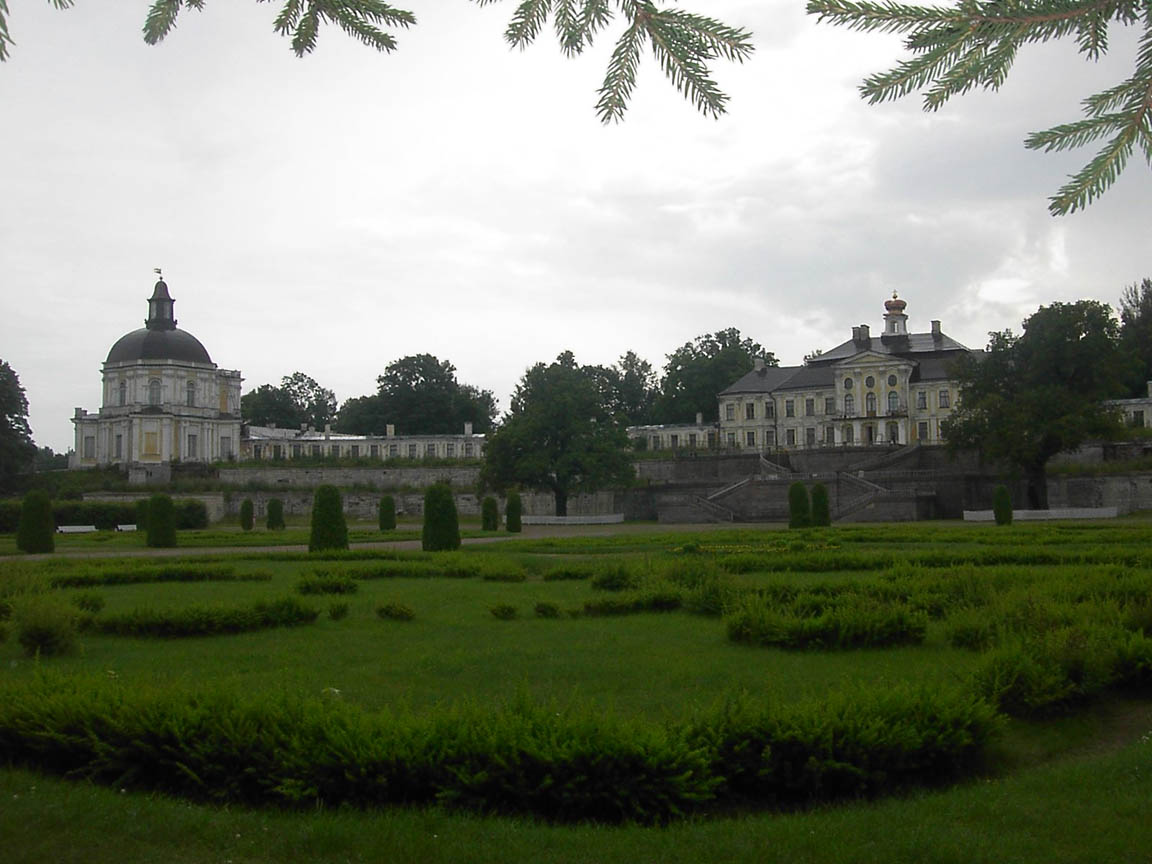
Відновлення Нижнього саду в стилі бароко
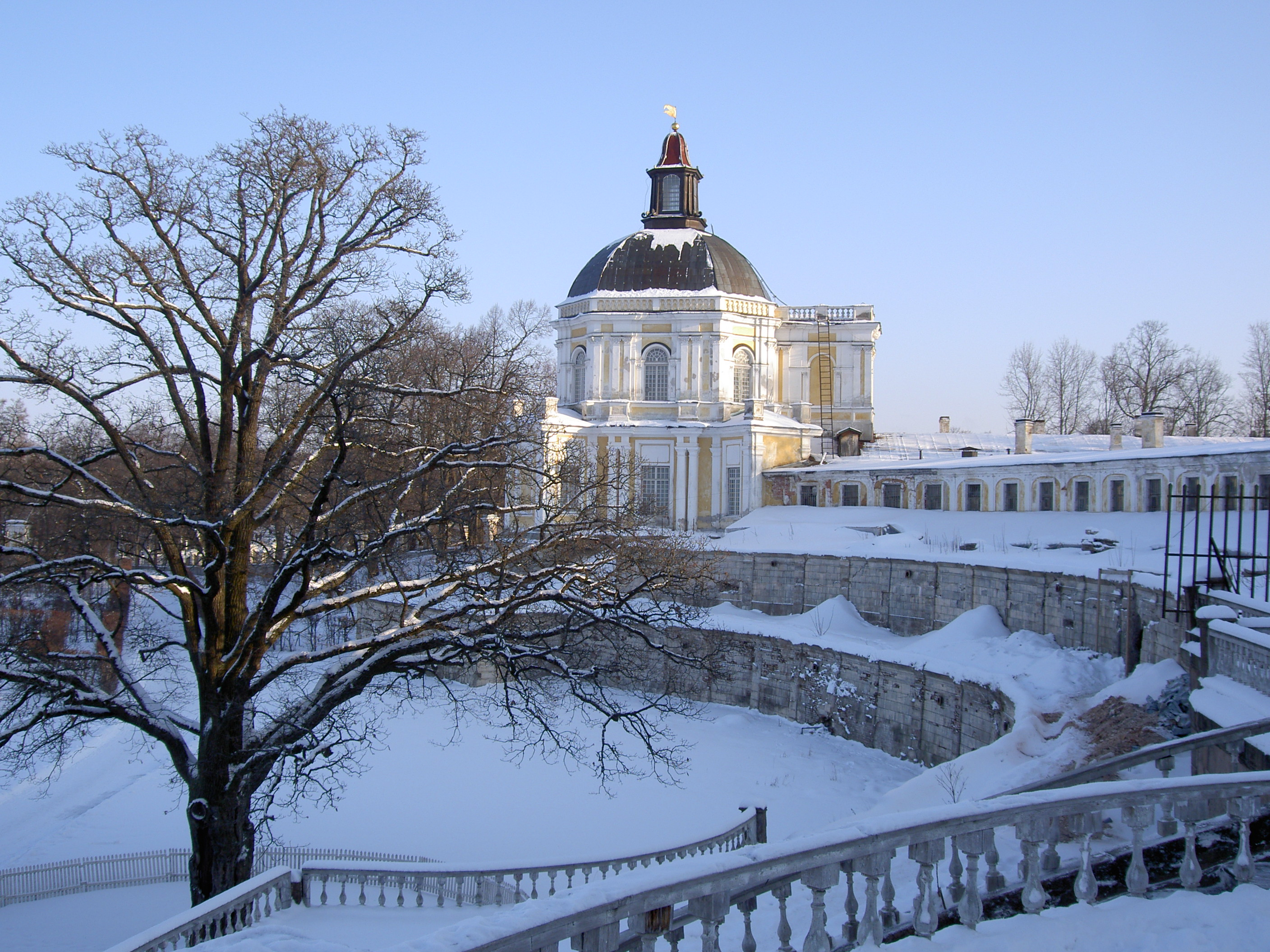
Тераси і павільйон палацу взимку

- Великий палац ( Меншиковський палац (Оранієнбаум))
- Картинний будинок
- Нижні будинки
- Палац Петра ІІІ ( архітектор Антоніо Рінальді )
- Почесна брама
- Китайський палац ( архітектор Антоніо Рінальді )
- Концертна зала
- Китайська кухня
- Кавалерський корпус
- Павільйон Катальна горка( архітектор Антоніо Рінальді )

### Парки
- Нижній сад ( сад бароко)
- Петровський парк
- Верхній парк ( Пейзажний парк)

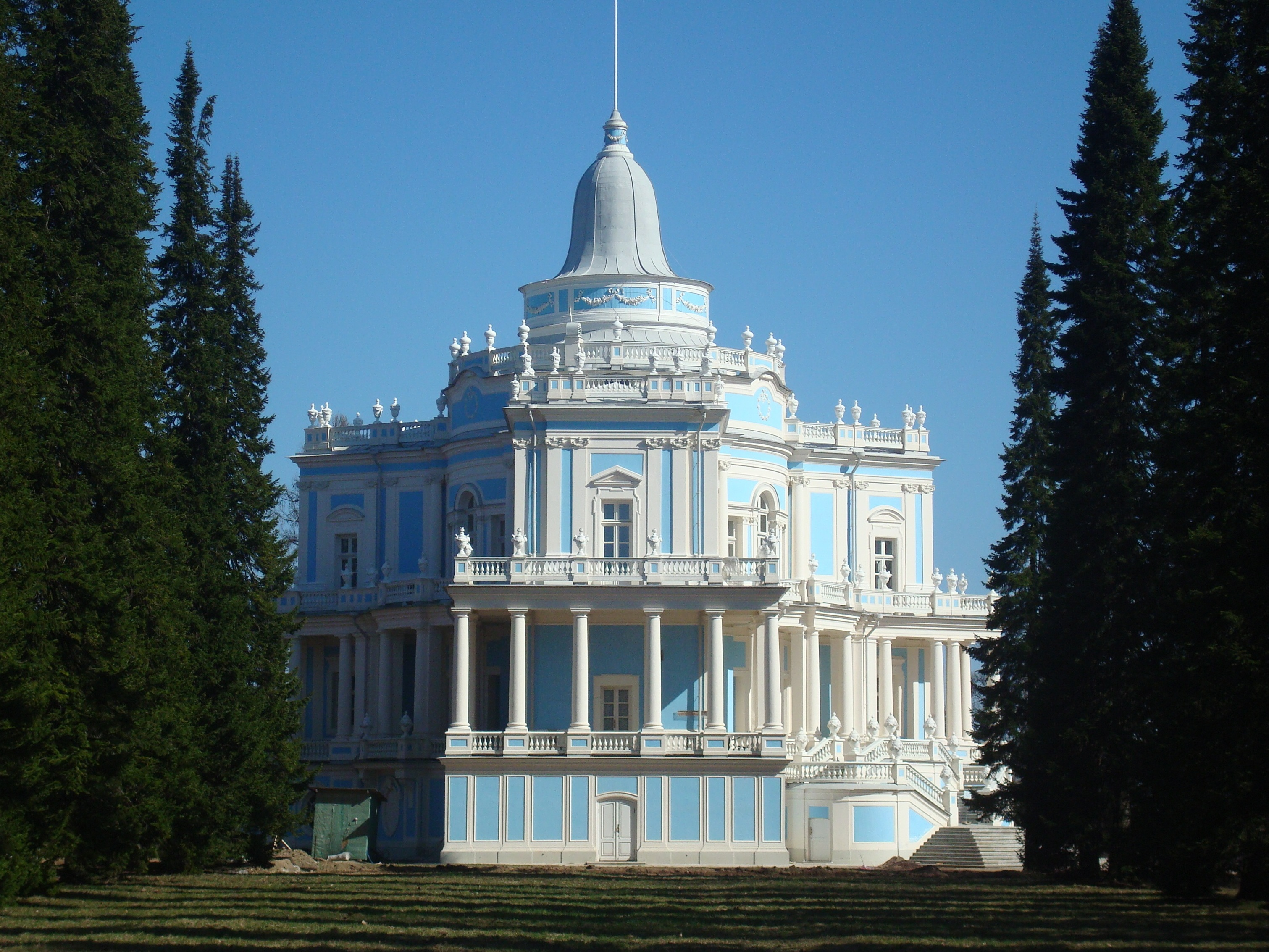
Павільйон Катальна горка
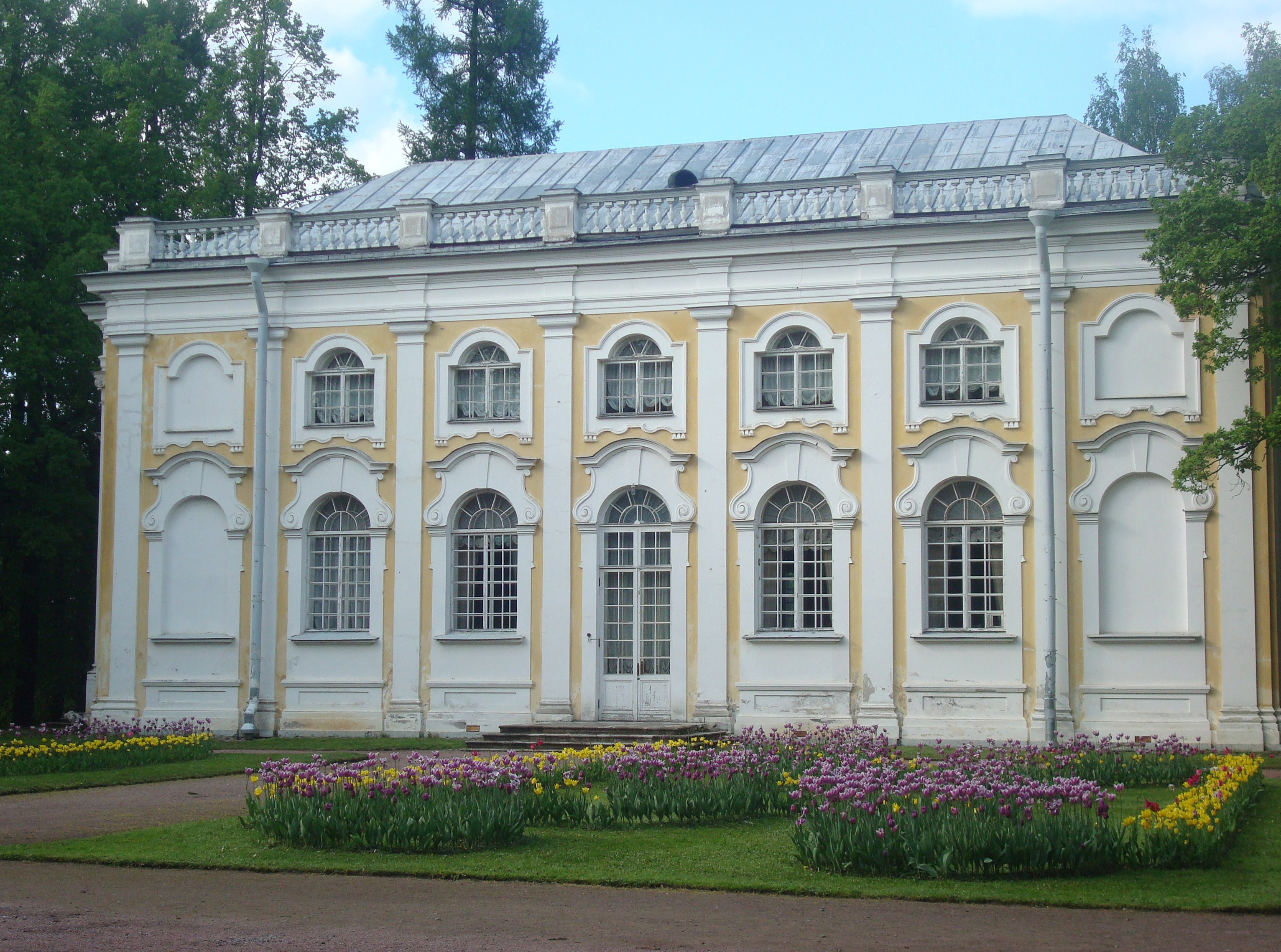
Концертна зала (Кам'яна зала)
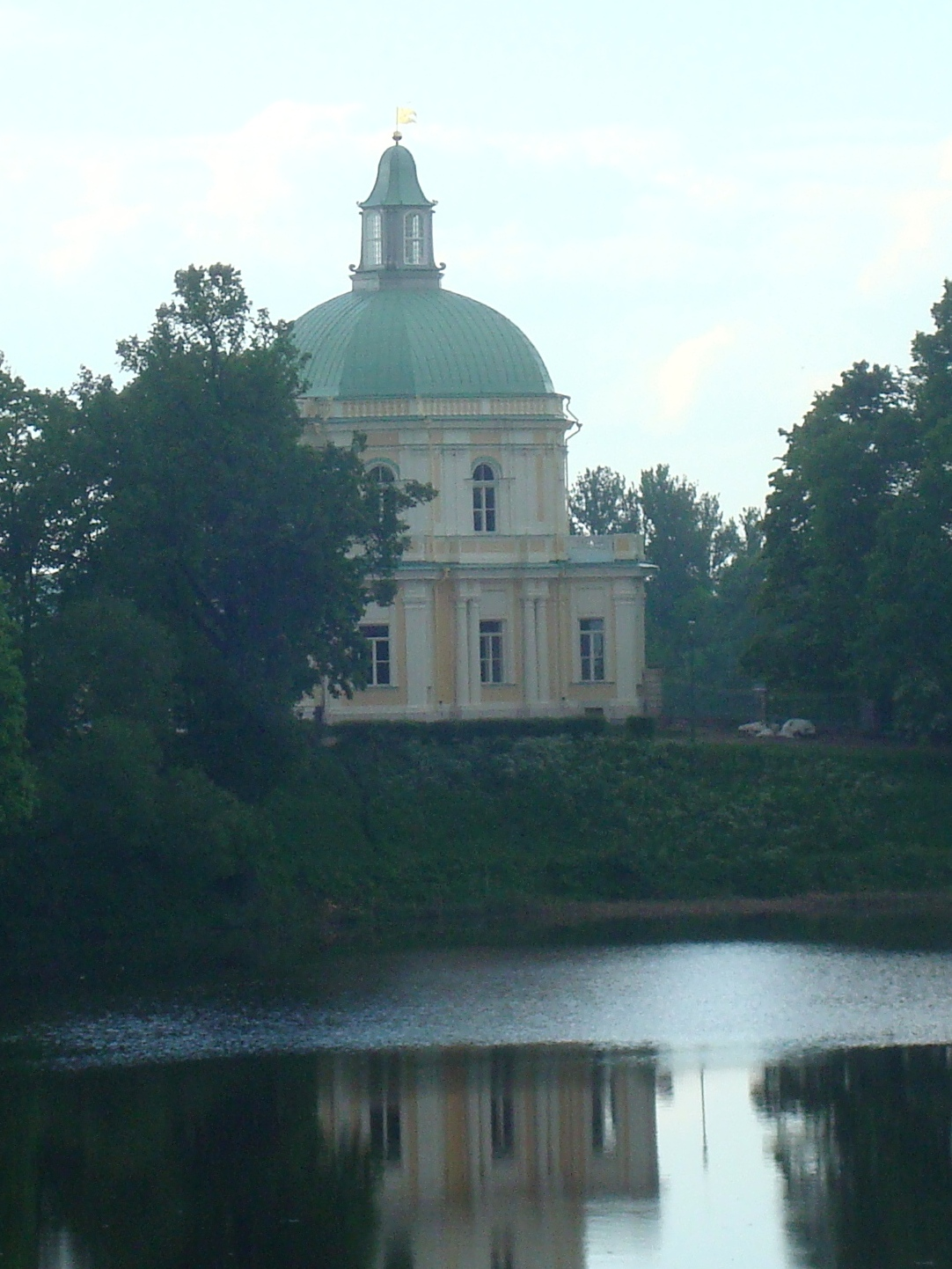
Японський павільйн та ставок
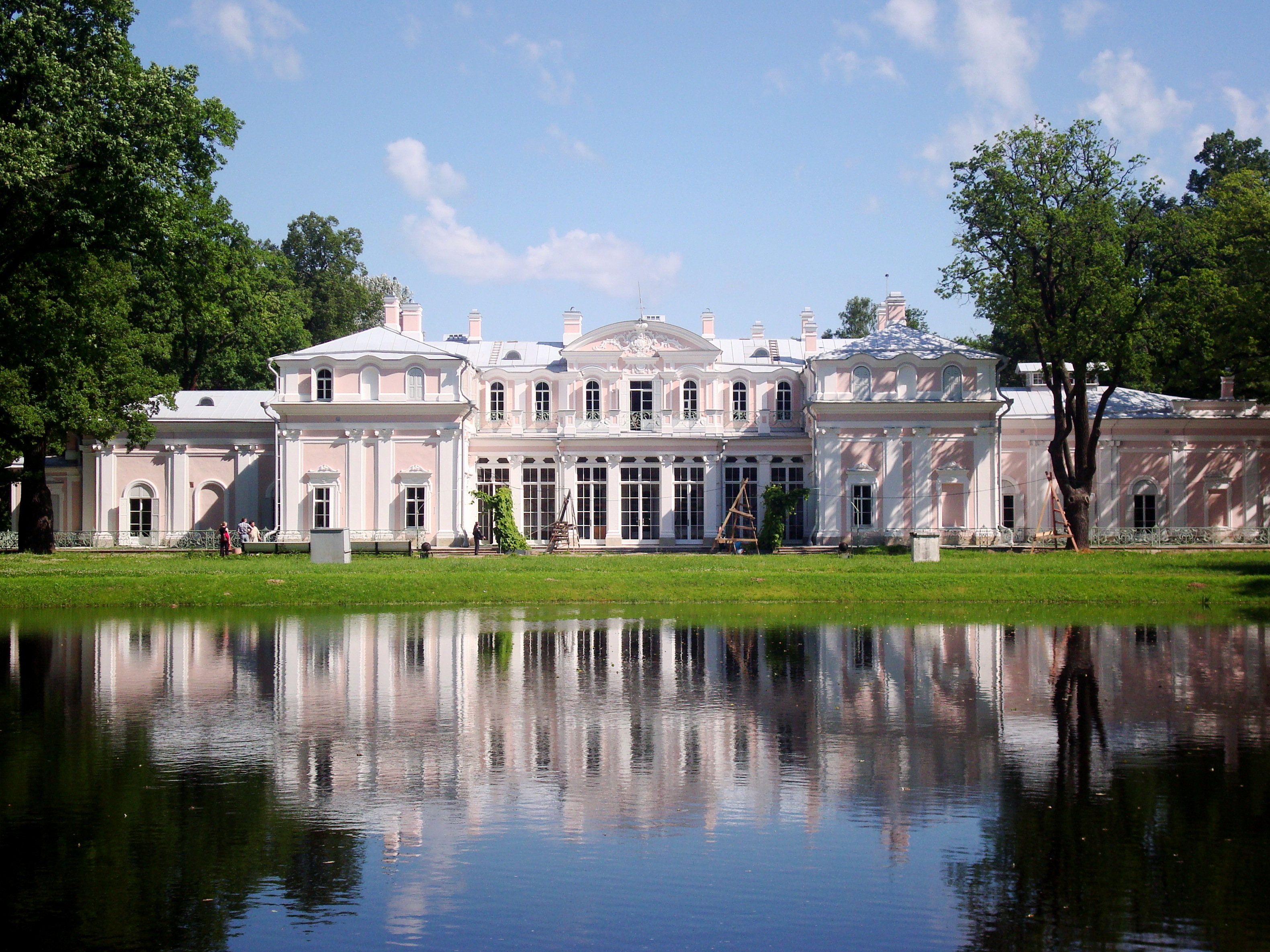
Китайський палац

## Павловськ

### Палаци та паркові павільйони

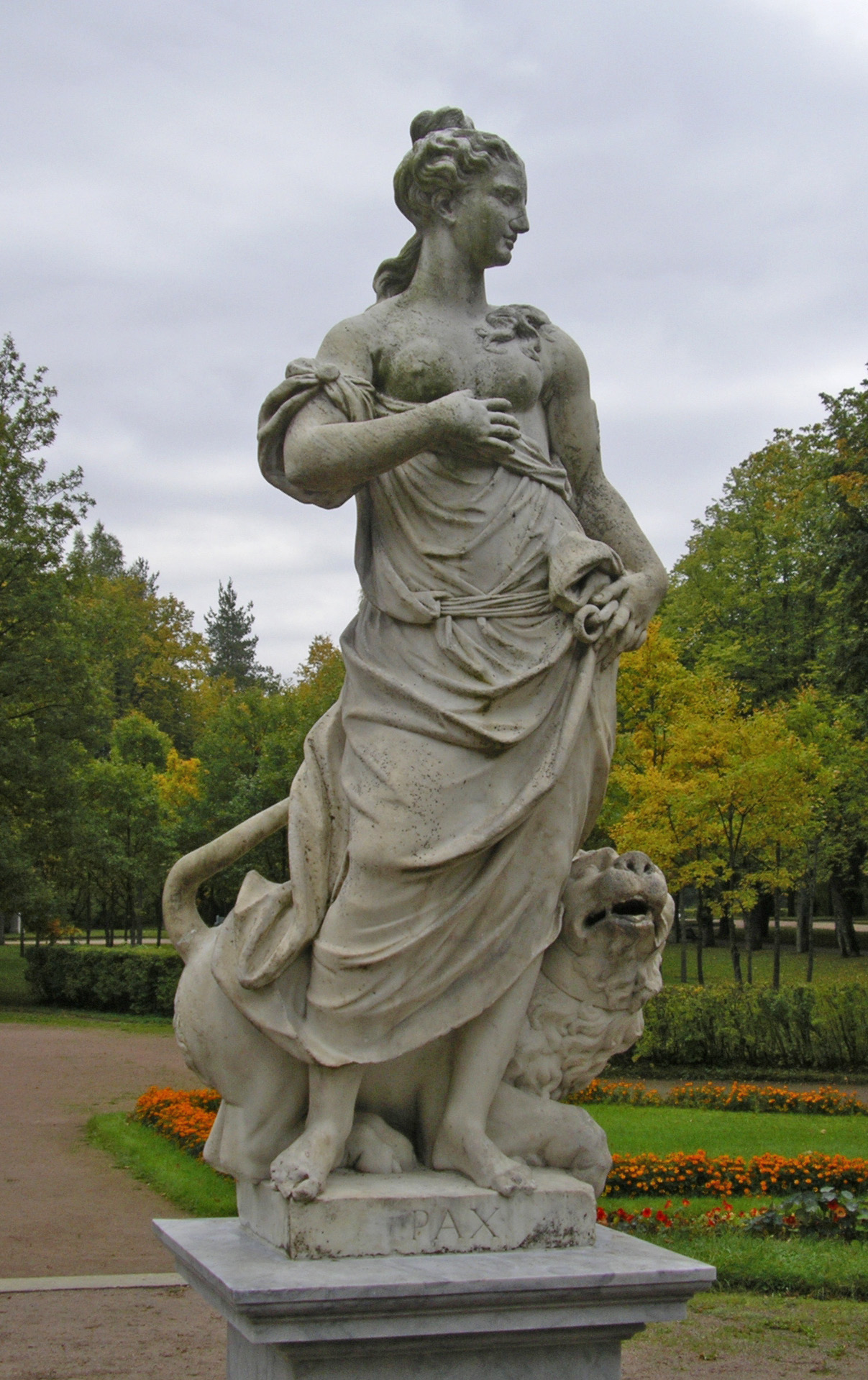
Скульптура - алегорія миру, Великі круги
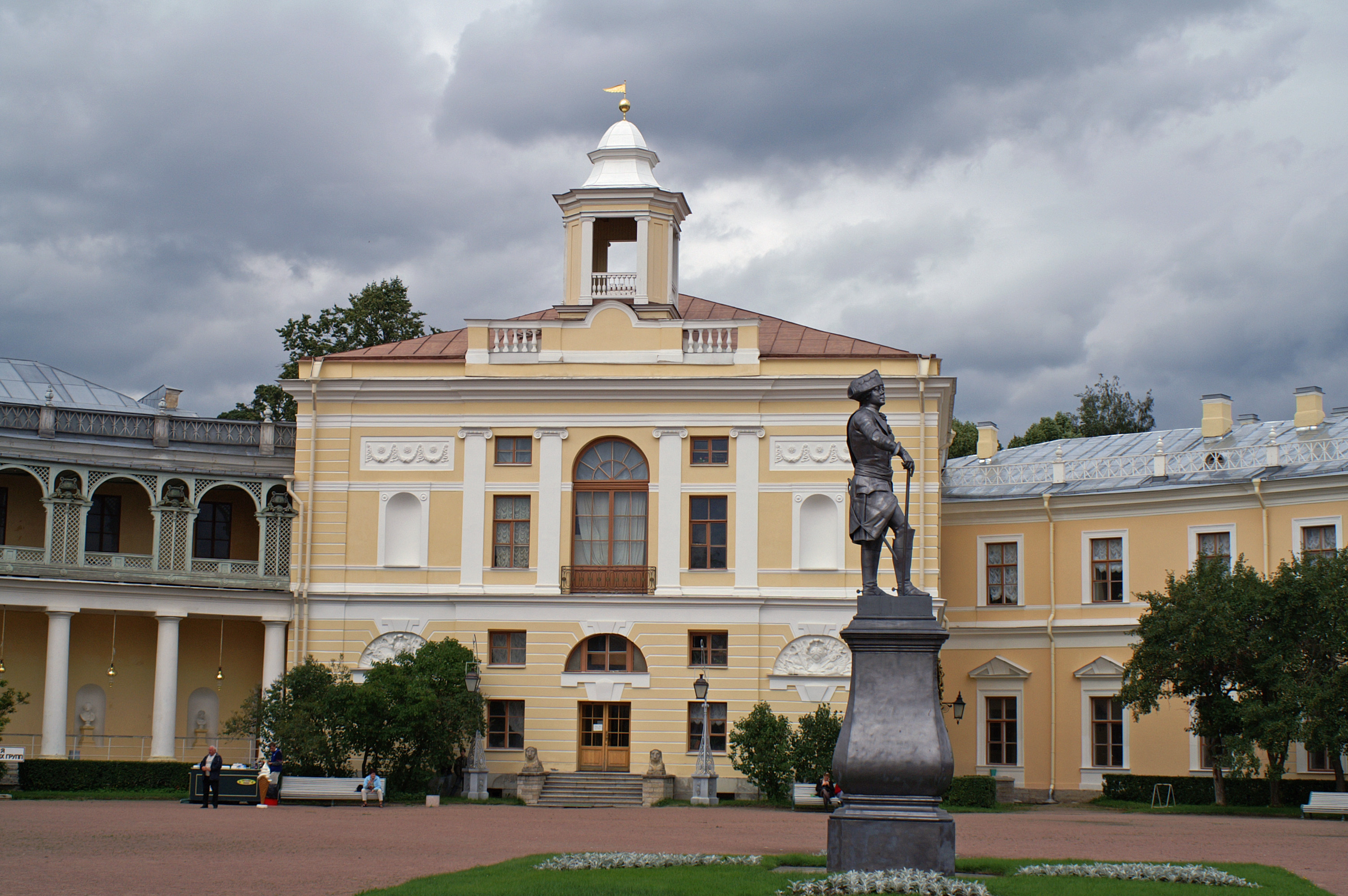
Павловський палац
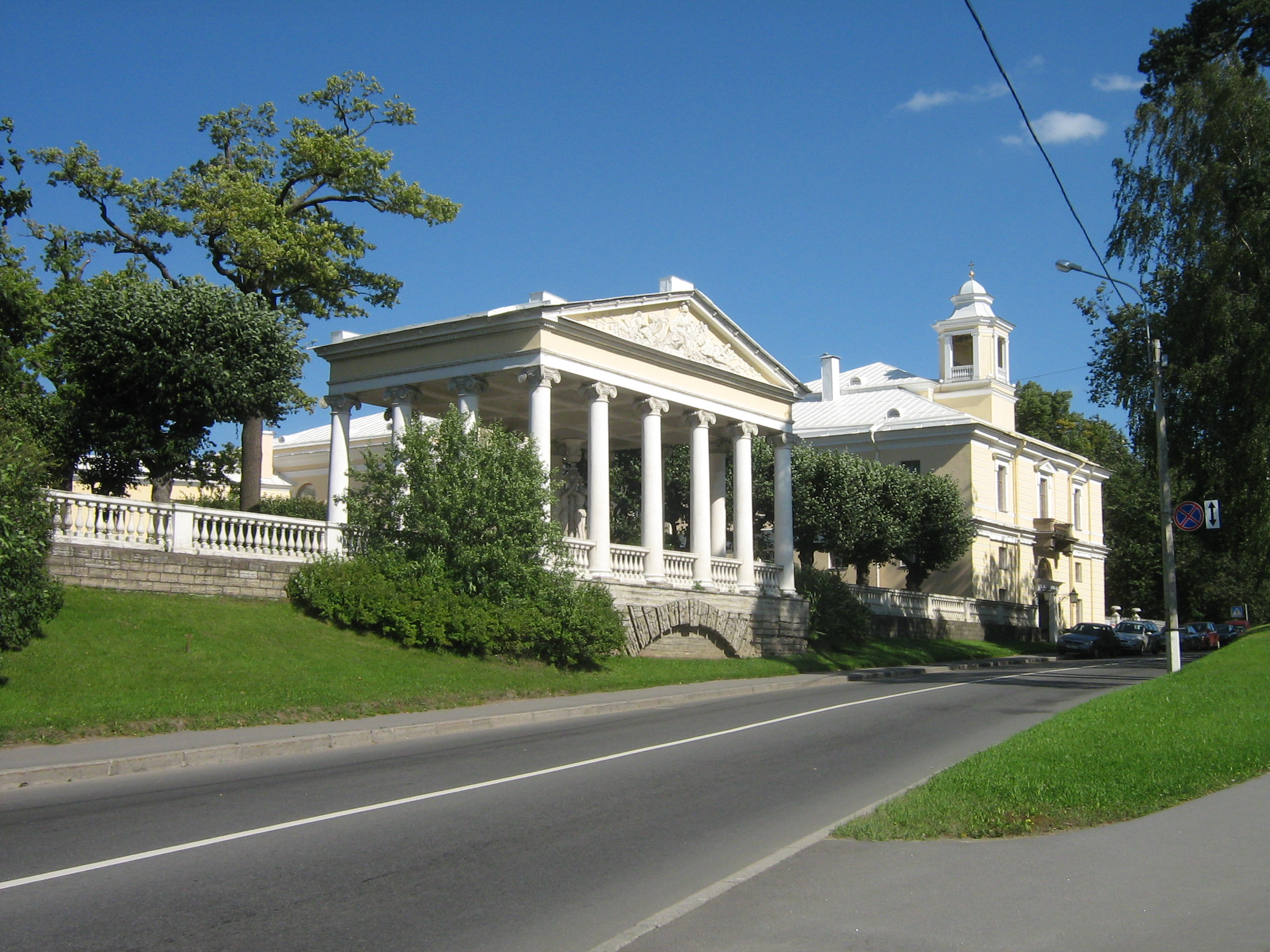
Павільйон Три грації
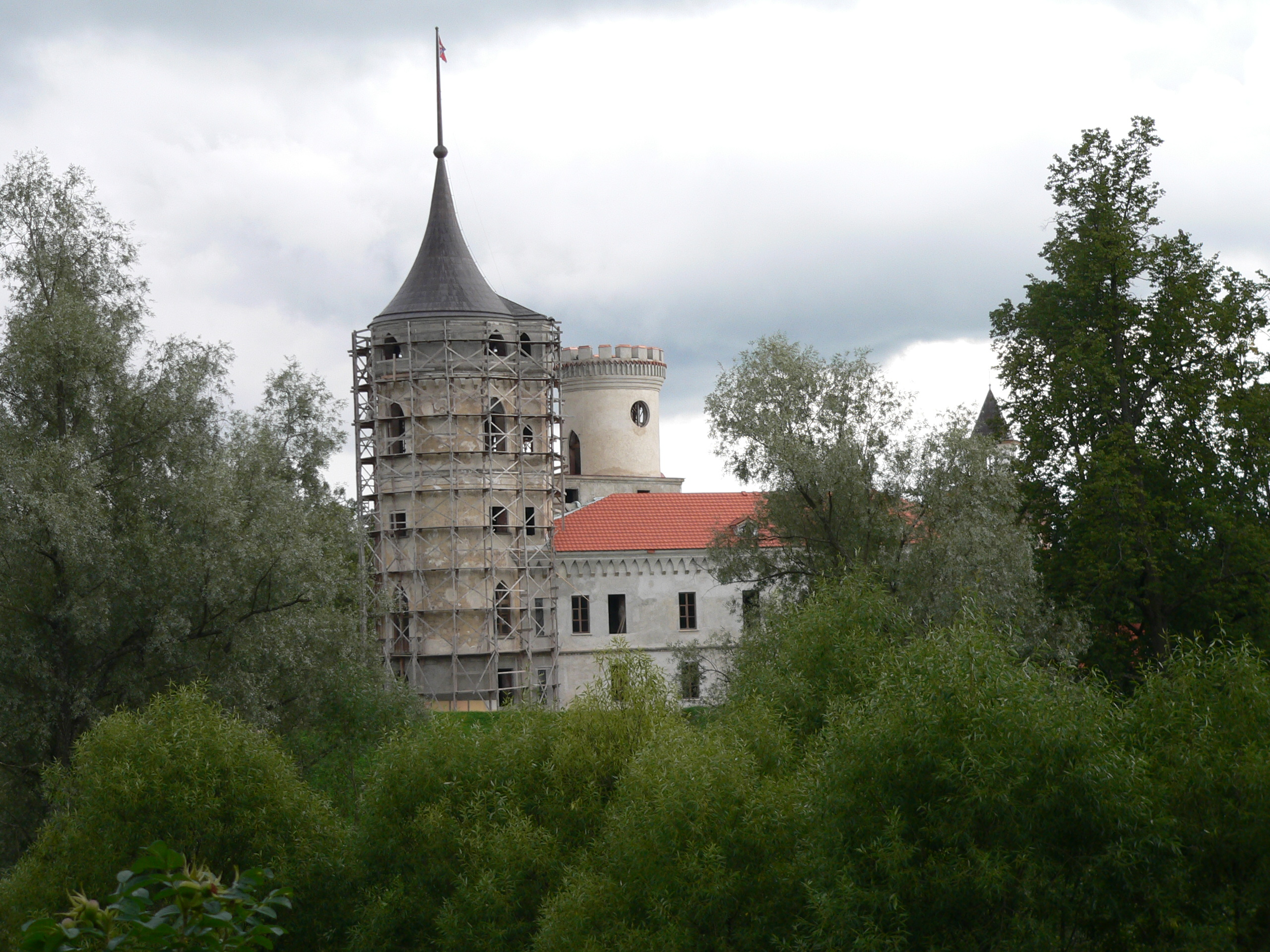
Фортеця Біп, реставрація

- Павловський палац ( архітектор Чарльз Камерон )
- Фортеця Біп
- Колонада Аполона
- Молочня
- Руїнний міст
- Павільйон Три грації ( архітектор Чарльз Камерон)
- Театральна брама
- Вісконтіїв міст
- Мавзолей ( архітектор Тома де Томон)

### Парки
- Великі круги ( сад бароко)
- Павловський парк ( зразковий пейзажний парк )

## Петергоф

### Палаци

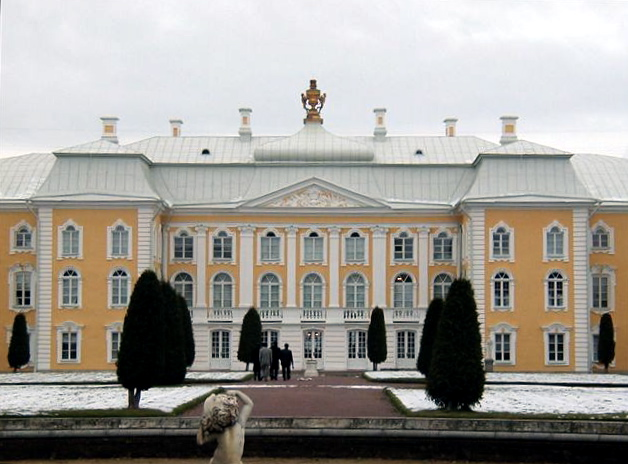
Великий Петергофський палац, фасад на Верхній сад
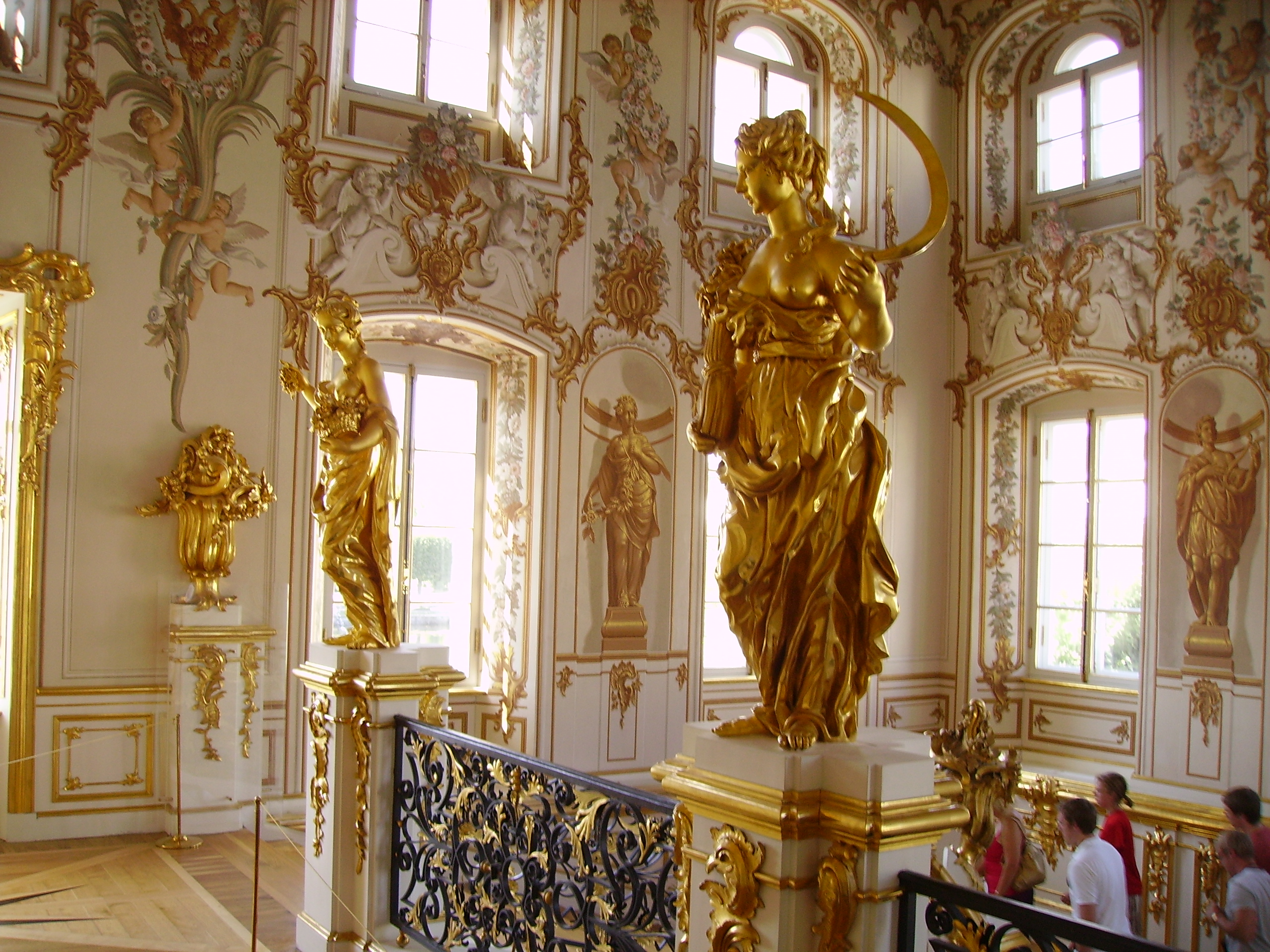
Петергофський палац, парадні сходи
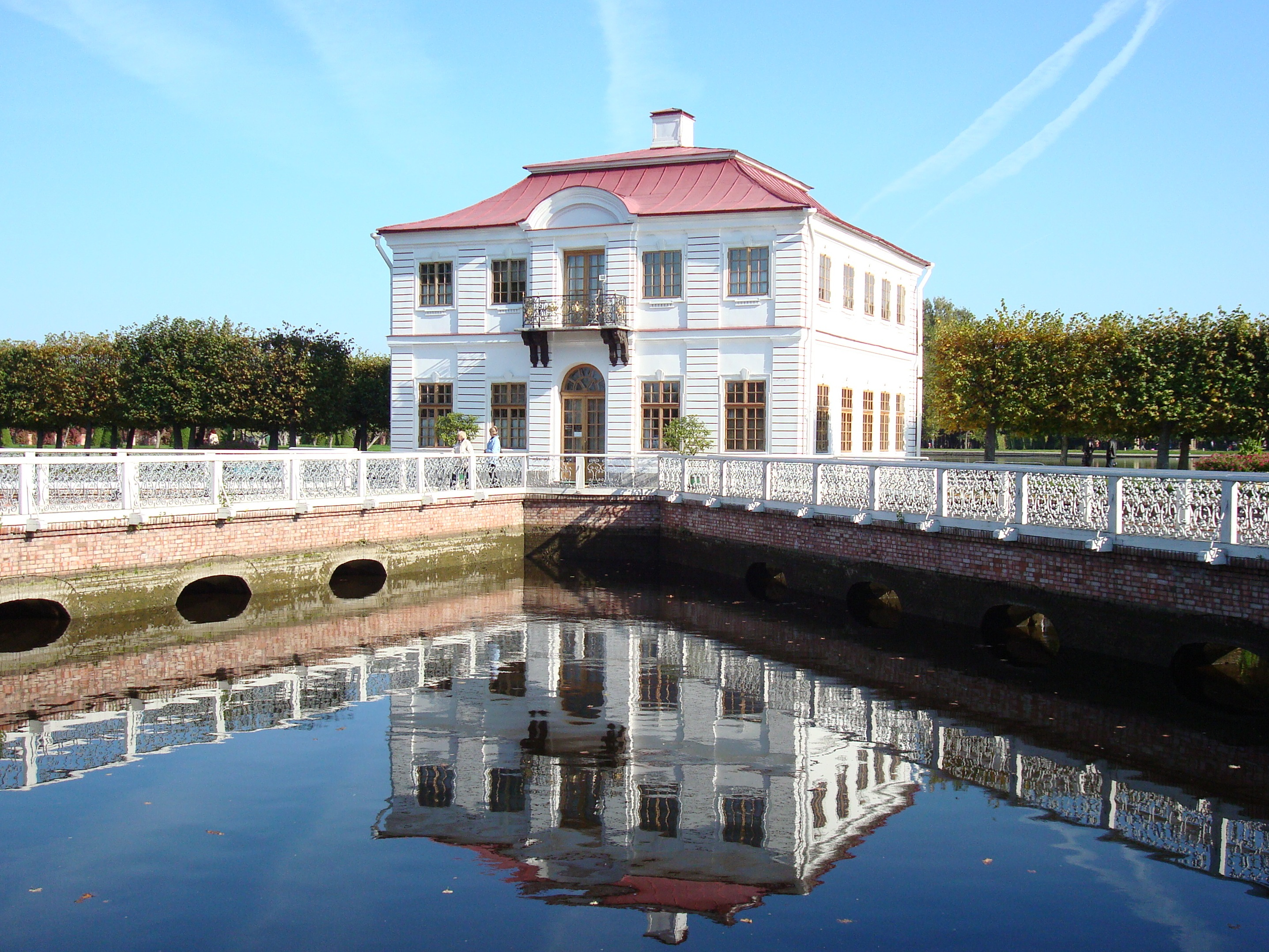
Палацик Марлі
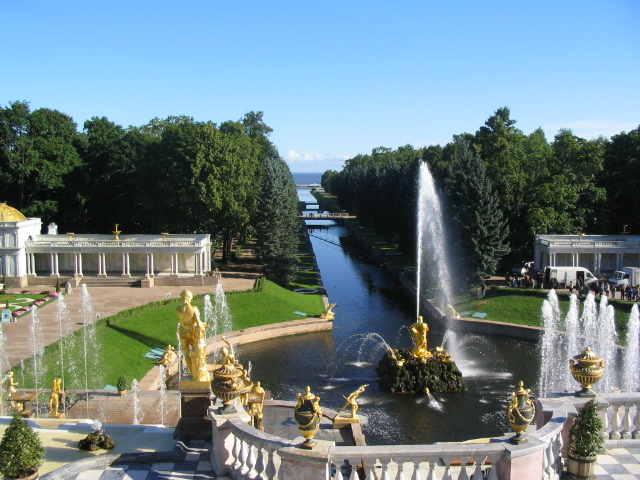
Великий каскад

- Великий Петергофський палац ( архітектори Олександр Леблон, Вартоломей Растреллі )
- Палацик Марлі
- Монплезір
- Англійський палац ( архітектор Джакомо Кваренгі)
- Коттедж
- Фермерський палац

### Парки
- Олександрія
- Олександрівський парк
- Англійський парк
- Верхній парк
- Бельведер
- Нижній парк
- Сергіївка

## Стрельна

### Палаци
- Константинівський палац ( архітектори Ніколо Мікетті, Вартоломей Растреллі)
- Подорожній палац Петра І ( дерев'яний )

### Парки
- Константинівський парк
- Орловський парк

## Царське Село (музей-заповідник)

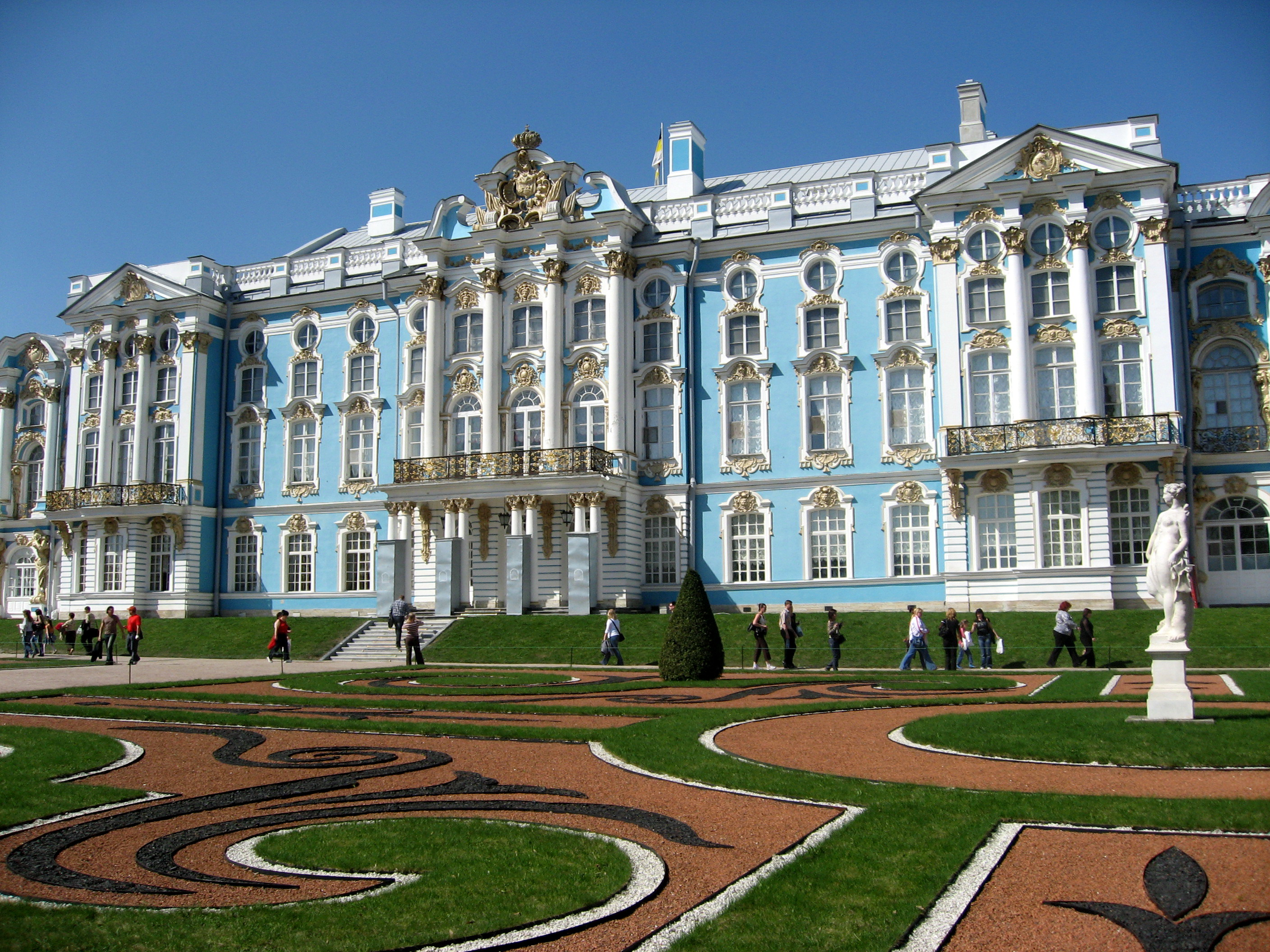
Великий Царскосільський палац
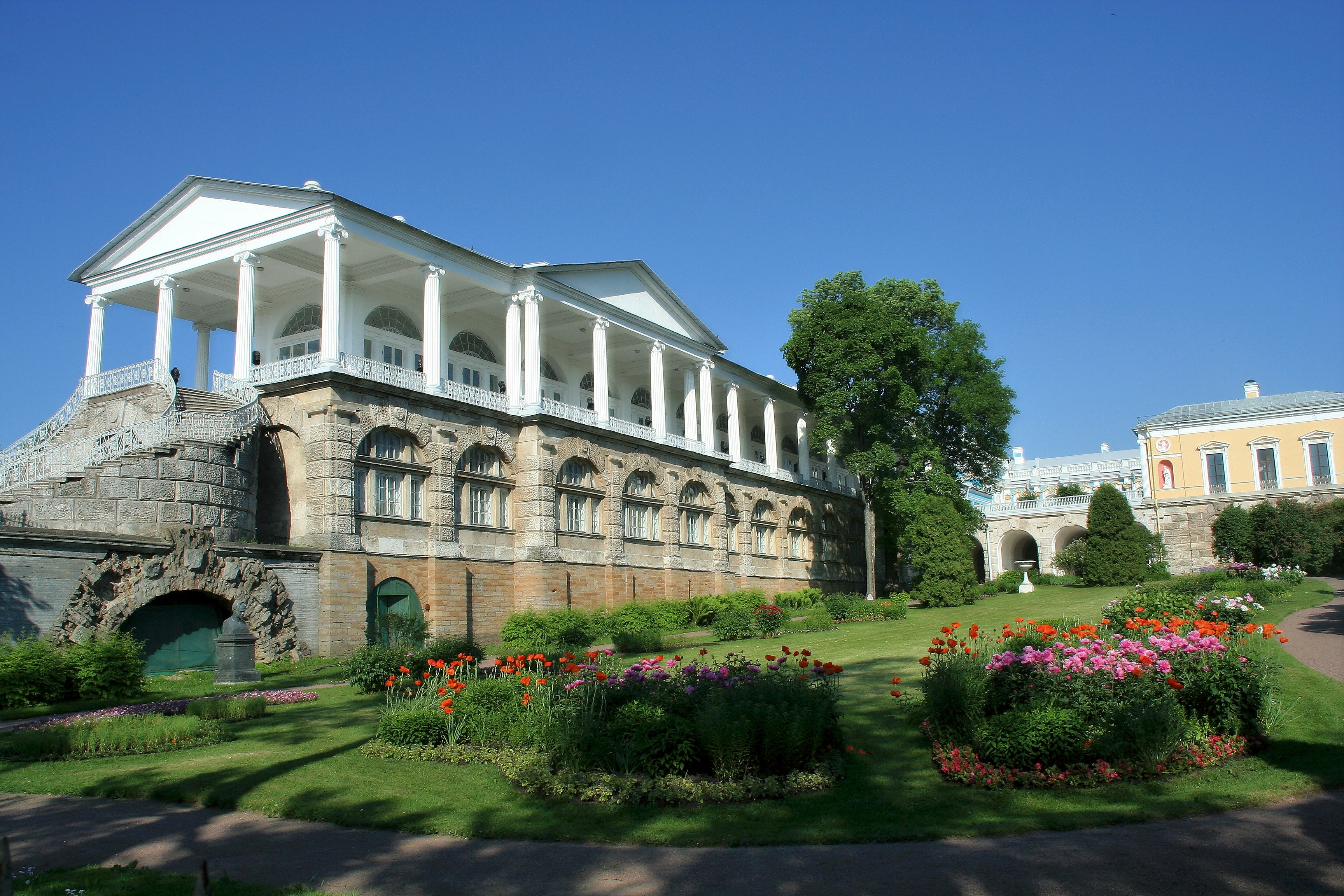
Камеронова Галерея
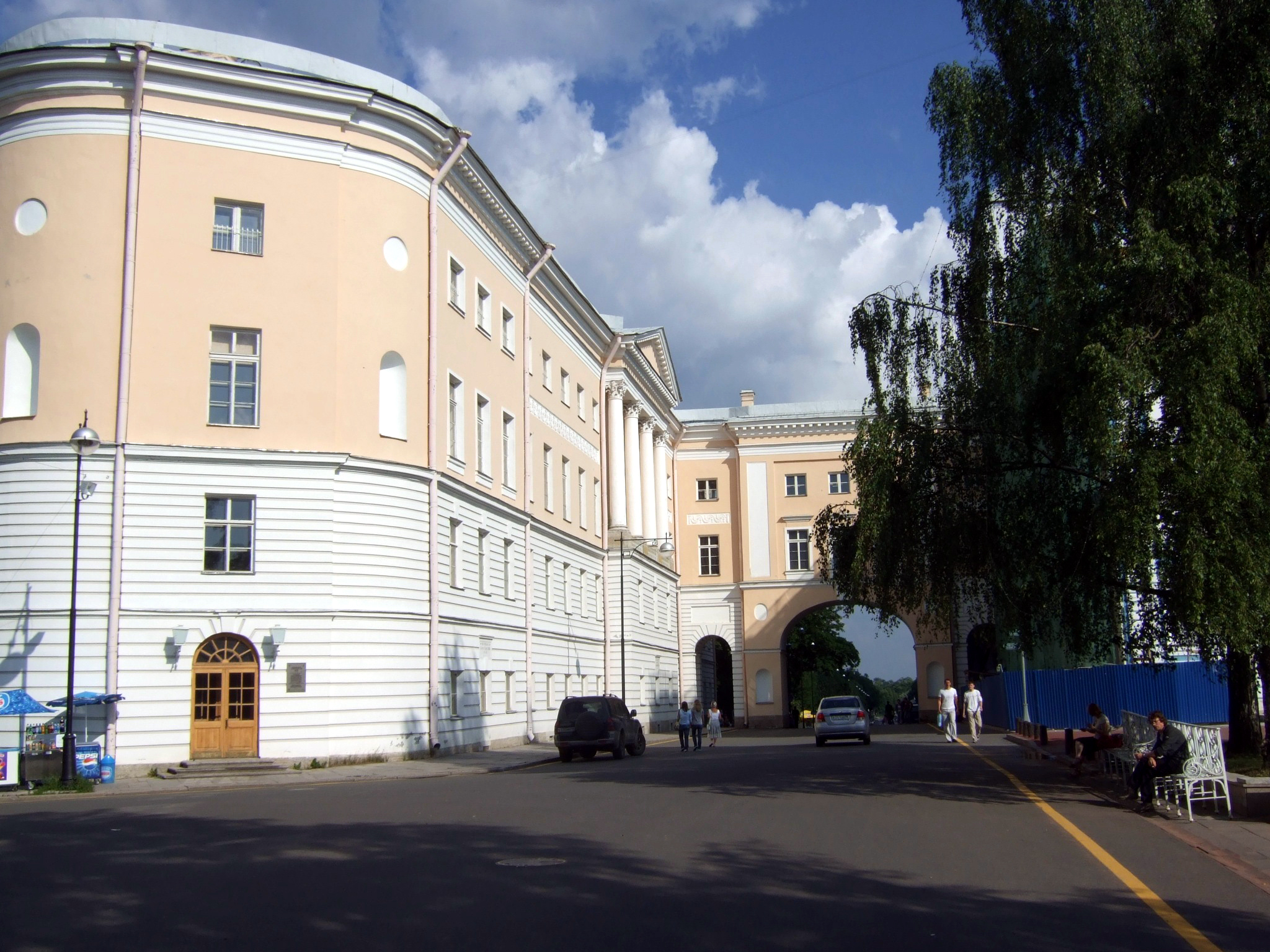
Ліцей
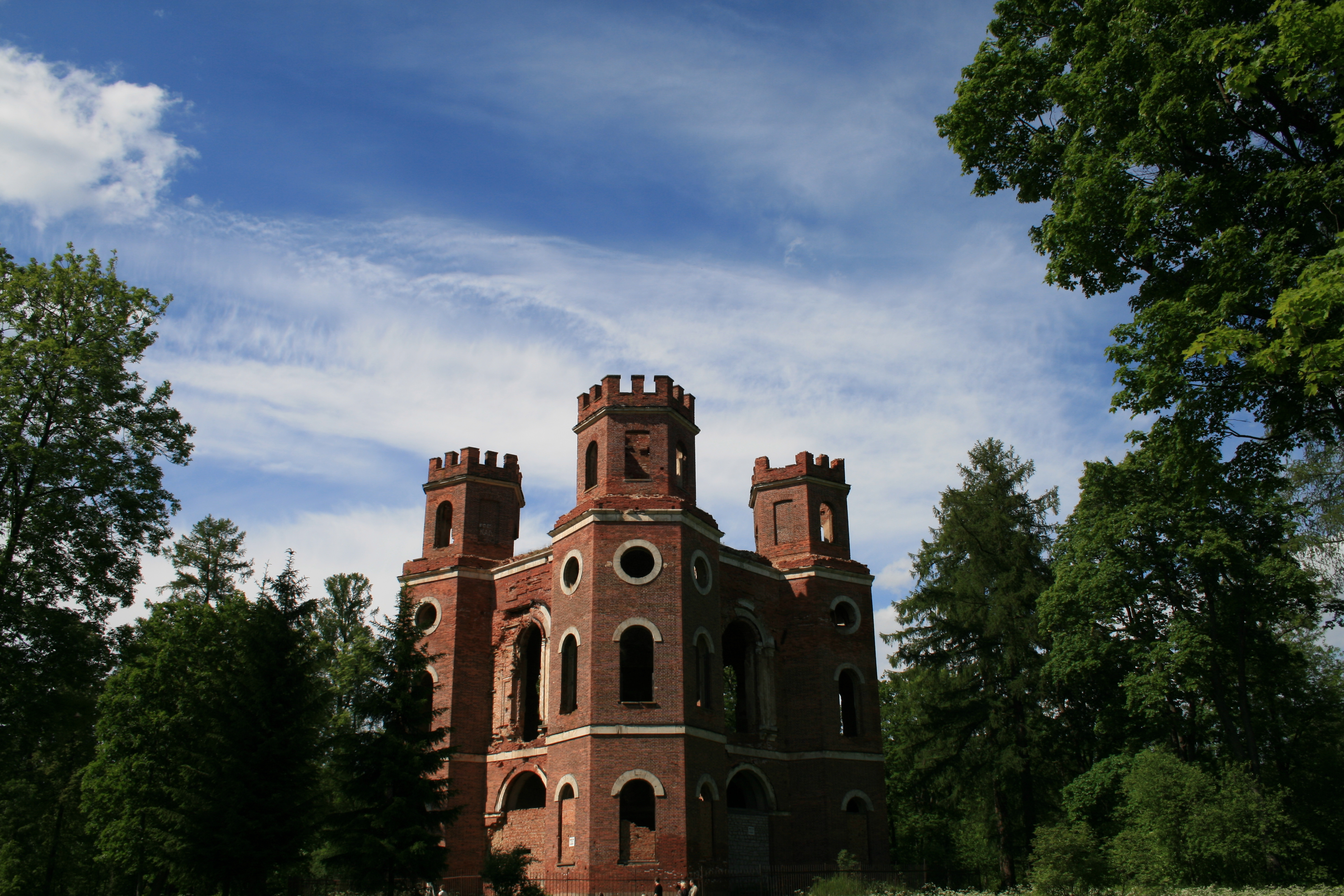
Павільйон Арсенал

- Великий Царскосільський палац ( архітектори Савва Чевакінський, Вартоломей Растреллі )
- Олександрівський палац ( архітектор Джакомо Кваренгі )
- Баболовський палац
- Запасний палац

### Парки
- Катерининський парк
- Олександрівський парк
- Баболовський парк
- Нижній парк

### Паркові споруди
- Китайський театр (Царське Село) ( архітектор Антоніо Рінальді )
- Китайське село ( архітектор Антоніо Рінальді )
- Павільйон Арсенал
- Павільйон Ермітаж (архітектор Вартоломей Растреллі )
- Ламський павільйон
- Шапель
- Адміралтейство ( три павкові споруди)
- Знаменська церква
- Вежа-руїна